# Fussball Club Wil 1900 2016-2017
Questa voce raccoglie le informazioni riguardanti il Fussball Club Wil 1900 nelle competizioni ufficiali della stagione 2016-2017.

## Stagione
Nella stagione 2016-2017 il Wil, allenato da Uğur Tütüneker, Roland Koch, Martín Rueda, Ronny Teuber e Maurizio Jacobacci, concluse il campionato di Challenge League al 10º posto. In Coppa Svizzera il Wil fu eliminato al primo turno dallo Stade Lausanne-Ouchy.

## Rosa
| N. |                               | Ruolo | Calciatore       |
| -- | ----------------------------- | ----- | ---------------- |
| 1  | Svizzera (bandiera)           | P     | Steven Deana     |
| 6  | Francia (bandiera)            | C     | Rémi Gomis       |
| 7  | Svizzera (bandiera)           | A     | Johan Vonlanthen |
| 8  | Germania (bandiera)           | C     | Erhan Yılmaz     |
| 9  | Svizzera (bandiera)           | A     | Jocelyn Roux     |
| 12 | Svizzera (bandiera)           | C     | Sandro Lombardi  |
| 13 | Svizzera (bandiera)           | C     | Basil Stillhart  |
| 14 | Svizzera (bandiera)           | D     | Silvano Schäppi  |
| 15 | Svizzera (bandiera)           | D     | Arnaud Bühler    |
| 17 | Nigeria (bandiera)            | C     | Nduka Ozokwo     |
| 18 | Svizzera (bandiera)           | C     | Mattia Bottani   |
| 20 | Macedonia del Nord (bandiera) | D     | Astrit Veliji    |
| 21 | Macedonia del Nord (bandiera) | A     | Samir Fazli      |
| 24 | Svizzera (bandiera)           | C     | Nedim Sacirović  |
| 26 | Italia (bandiera)             | A     | Thomas Schiavano |

| N. |                        | Ruolo | Calciatore          |
| -- | ---------------------- | ----- | ------------------- |
| 28 | Svizzera (bandiera)    | C     | Etienne Scholz      |
| 30 | Svizzera (bandiera)    | A     | Demian Titaro       |
| 32 | Svizzera (bandiera)    | C     | Enis Latifi         |
| 33 | Svizzera (bandiera)    | D     | Caine Keller        |
| 34 | Svizzera (bandiera)    | C     | Pascal Huber        |
| 36 | Germania (bandiera)    | D     | David Roesler       |
| 40 | Paesi Bassi (bandiera) | P     | Jim Freid           |
| 44 | Svizzera (bandiera)    | C     | Magnus Breitenmoser |
| 46 | Svizzera (bandiera)    | P     | Noam Baumann        |
| 60 | Albania (bandiera)     | C     | Heroid Gjoshi       |
| 77 | Iran (bandiera)        | C     | Shaho Maroufi       |
| 88 | Croazia (bandiera)     | C     | Frano Mlinar        |
| 89 | Svizzera (bandiera)    | D     | Dylan Stadelmann    |
| 97 | Svizzera (bandiera)    | D     | Adonis Ajeti        |
| 98 | Kosovo (bandiera)      | D     | Fuad Rahimi         |

## Organigramma societario
Area tecnica
- Allenatore: Maurizio Jacobacci
- Allenatore in seconda: Ercüment Şahin
- Preparatore dei portieri: Stephan Lehmann
- Preparatori atletici:

## Calciomercato

### Sessione estiva
| Acquisti | Acquisti          | Acquisti       | Acquisti |
| R.       | Nome              | da             | Modalità |
| -------- | ----------------- | -------------- | -------- |
| A        | Artūrs Karašausks | Skonto         |          |
| C        | Mattia Bottani    | Lugano         |          |
| C        | Murat Akın        | Karabükspor    |          |
| P        | Noam Baumann      | Wil II         |          |
| D        | Arnaud Bühler     | Losanna        |          |
| P        | Steven Deana      | Aarau          |          |
| C        | Rémi Gomis        | Nantes         |          |
| C        | Frano Mlinar      | Inter Zaprešić |          |
| D        | Igor N'Ganga      | Aarau          |          |
| C        | Nduka Ozokwo      | Adanaspor      |          |
| D        | Paul Papp         | FCSB           |          |
| D        | Fuad Rahimi       | San Gallo II   |          |

| Cessioni | Cessioni                  | Cessioni          | Cessioni |
| R.       | Nome                      | a                 | Modalità |
| -------- | ------------------------- | ----------------- | -------- |
| D        | Michael Gonçalves         | Neuchâtel Xamax   |          |
| C        | Kağan Söylemizgiller      | Şanlıurfaspor     |          |
| A        | Ivan Audino               | Aarau             |          |
| C        | Endoğan Adili             | Galatasaray       |          |
| D        | André Clarindo dos Santos | Boluspor          |          |
| P        | Hrvoje Bukovski           | EN ThOΪ Lakatamia |          |
| P        | Patrick Drewes            | Preußen Münster   |          |
| C        | Dario Koller              | Uzwil             |          |
| A        | Mert Nobre                | Erzurumspor       |          |

### Sessione invernale
| Acquisti | Acquisti | Acquisti | Acquisti |
| R.       | Nome     | da       | Modalità |
| -------- | -------- | -------- | -------- |

| Cessioni | Cessioni          | Cessioni            | Cessioni |
| R.       | Nome              | a                   | Modalità |
| -------- | ----------------- | ------------------- | -------- |
| C        | Marvin Spielmann  | Thun                |          |
| A        | Artūrs Karašausks | Liepāja             |          |
| D        | Igor N'Ganga      | Aarau               |          |
| D        | Paul Papp         | Karabükspor         |          |
| C        | Gjelbrim Tahipi   | Sciaffusa           |          |
| C        | Murat Akın        | Göztepe             |          |
| D        | Egemen Korkmaz    | İstanbul Başakşehir |          |

## Risultati

### Challenge League

#### Prima fase, girone di andata
| Arbitro: | Gut |

|            |           |  |
| Vilela 68’ | Marcatori |  |

| Arbitro: | Schnyder |

|          |           |          |
| Roux 87’ | Marcatori | 42’ Buff |

| Arbitro: | Bieri |

|                                 |           |                         |
| Karlen 4’ Teixeira 90’ Qela 90’ | Marcatori | 15’ Vonlanthen 48’ Akın |

| Wil 11 agosto 2016, ore 19:45 CEST 4ª giornata | Wil   | 0 – 0 referto | Aarau | IGP Arena (1 610 spett.)\| Arbitro: \| Hänni \| |
| Arbitro:                                       | Hänni |               |       |                                                 |

| Arbitro: | Schnyder |

|                           |           |  |
| Korkmaz 3’ Karašausks 81’ | Marcatori |  |

| Arbitro: | Musa |

|             |           |                                  |
| Schultz 14’ | Marcatori | 37’ Akın 49’ Vonlanthen 57’ Papp |

| Arbitro: | Dudic |

|                            |           |  |
| Silvio 45’, 56’ Sutter 58’ | Marcatori |  |

| Arbitro: | Ovcharov |

|                            |           |  |
| Karašausks 41’ N'Ganga 84’ | Marcatori |  |

| Arbitro: | Pache |

|  |           |                                         |
|  | Marcatori | 47’, 90’ Roux 65’ Yılmaz 90’ Vonlanthen |

#### Prima fase, girone di ritorno
| Arbitro: | Gut |

|                     |           |              |
| Papp 52’ Bühler 88’ | Marcatori | 63’ Demhasaj |

| Arbitro: | Pache |

|  |           |           |
|  | Marcatori | 69’ Fazli |

| Arbitro: | Erlachner |

|                                                          |           |                    |
| Ozokwo 20’, 46’ Karašausks 38’ N'Ganga 74’ Spielmann 90’ | Marcatori | 69’ (aut.) Schäppi |

| Arbitro: | Schärli |

|                        |           |          |
| Cadamuro 23’ Nsame 52’ | Marcatori | 17’ Papp |

| Wil 7 novembre 2016, ore 19:45 CET 14ª giornata | Wil   | 0 – 0 referto | Chiasso | IGP Arena (780 spett.)\| Arbitro: \| Dudic \| |
| Arbitro:                                        | Dudic |               |         |                                               |

| Baulmes 20 novembre 2016, ore 15:00 CET 15ª giornata | Le Mont  | 0 – 0 referto | Wil | Stadio Sous-Ville (550 spett.)\| Arbitro: \| Ovcharov \| |
| Arbitro:                                             | Ovcharov |               |     |                                                          |

| Arbitro: | Marri |

|            |           |                      |
| Ozokwo 41’ | Marcatori | 13’ Pacar 19’ Muslin |

| Arbitro: | Schärer |

|                                 |           |  |
| Sadiku 60’ (rig.) Čavušević 88’ | Marcatori |  |

| Wil 10 dicembre 2016, ore 17:45 CET 18ª giornata | Wil | 0 – 0 referto | Neuchâtel Xamax | IGP Arena (830 spett.)\| Arbitro: \| Gut \| |
| Arbitro:                                         | Gut |               |                 |                                             |

#### Seconda fase, girone di andata
| Wil 4 febbraio 2017, ore 17:45 CET 19ª giornata | Wil   | 0 – 0 referto | Le Mont | IGP Arena (580 spett.)\| Arbitro: \| Hänni \| |
| Arbitro:                                        | Hänni |               |         |                                               |

| Arbitro: | San |

|                                 |           |  |
| Lang 26’, 75’ (rig.) Mikari 81’ | Marcatori |  |

| Arbitro: | Jaccottet |

|  |           |                                             |
|  | Marcatori | 40’ Dwamena 62’ Buff 68’ Kryeziu 84’ Winter |

| Arbitro: | Pache |

|                                    |           |           |
| Nimani 17’ Doudin 57’ Teixeira 64’ | Marcatori | 45’ Fazli |

| Arbitro: | Bieri |

|  |           |                               |
|  | Marcatori | 25’ Josipovic 69’, 75’ Audino |

| Arbitro: | Superczynski |

|                      |           |  |
| Nsame 11’ Delley 67’ | Marcatori |  |

| Arbitro: | Roth |

|                |           |                           |
| Vonlanthen 67’ | Marcatori | 5’, 85’ Marzouk 63’ Simić |

| Arbitro: | Gut |

|            |           |           |
| Radice 62’ | Marcatori | 10’ Fazli |

| Arbitro: | Jancevski |

|           |           |                                        |
| Fazli 70’ | Marcatori | 4’ Castroman 18’, 38’ Stahel 63’ Pacar |

#### Seconda fase, girone di ritorno
| Arbitro: | Schärli |

|  |           |                             |
|  | Marcatori | 22’, 51’ Alphonse 63’ Nsame |

| Arbitro: | Gut |

|                         |           |            |
| Gui 9’ Marzouk 45’, 58’ | Marcatori | 7’ Bottani |

| Arbitro: | Erlachner |

|  |           |             |
|  | Marcatori | 66’ Bottani |

| Arbitro: | Jancevski |

|  |           |                                      |
|  | Marcatori | 54’, 80’ Nuzzolo 68’ Doudin 90’ Duah |

| Arbitro: | Pache |

|                                                          |           |  |
| Ciarrocchi 20’ Josipovic 27’ (rig.) Hemmi 47’ Tréand 77’ | Marcatori |  |

| Arbitro: | Fähndrich |

|  |           |          |
|  | Marcatori | 37’ Cani |

| Arbitro: | Gut |

|  |           |                                |
|  | Marcatori | 55’ Schäppi 64’ (rig.) Bottani |

| Arbitro: | Schnyder |

|                |           |                |
| Tadić 58’, 62’ | Marcatori | 80’ Vonlanthen |

| Arbitro: | Piccolo |

|                           |           |         |
| Vonlanthen 12’ Latifi 89’ | Marcatori | 29’ Gül |

### Coppa Svizzera
| 14 agosto 2016, ore 16:00 CEST Primo turno | Stade Lausanne-Ouchy | 4 – 2 | Wil |  |

## Statistiche

### Statistiche di squadra
| Competizione     | Punti | In casa | In casa | In casa | In casa | In casa | In casa | In trasferta | In trasferta | In trasferta | In trasferta | In trasferta | In trasferta | Totale | Totale | Totale | Totale | Totale | Totale | DR  |
| Competizione     | Punti | G       | V       | N       | P       | Gf      | Gs      | G            | V            | N            | P            | Gf           | Gs           | G      | V      | N      | P      | Gf     | Gs     | DR  |
| ---------------- | ----- | ------- | ------- | ------- | ------- | ------- | ------- | ------------ | ------------ | ------------ | ------------ | ------------ | ------------ | ------ | ------ | ------ | ------ | ------ | ------ | --- |
| Challenge League | 37    | 18      | 5       | 5       | 8       | 17      | 28      | 18           | 5            | 2            | 11           | 18           | 30           | 36     | 10     | 7      | 19     | 35     | 58     | -23 |
| Coppa Svizzera   | -     | 0       | 0       | 0       | 0       | 0       | 0       | 1            | 0            | 0            | 1            | 2            | 4            | 1      | 0      | 0      | 1      | 2      | 4      | -2  |
| Totale           | 37    | 18      | 5       | 5       | 8       | 17      | 28      | 19           | 5            | 2            | 12           | 20           | 34           | 37     | 10     | 7      | 20     | 37     | 62     | -25 |

### Andamento in campionato
| Giornata  | 1  | 2  | 3  | 4  | 5  | 6 | 7 | 8 | 9 | 10 | 11 | 12 | 13 | 14 | 15 | 16 | 17 | 18 | 19 | 20 | 21 | 22 | 23 | 24 | 25 | 26 | 27 | 28 | 29 | 30 | 31 | 32 | 33 | 34 | 35 | 36 |
| --------- | -- | -- | -- | -- | -- | - | - | - | - | -- | -- | -- | -- | -- | -- | -- | -- | -- | -- | -- | -- | -- | -- | -- | -- | -- | -- | -- | -- | -- | -- | -- | -- | -- | -- | -- |
| Luogo     | T  | C  | T  | C  | C  | T | T | C | T | C  | T  | C  | T  | C  | T  | C  | T  | C  | C  | T  | C  | T  | C  | T  | C  | T  | C  | C  | T  | T  | C  | T  | C  | T  | T  | C  |
| Risultato | P  | N  | P  | N  | V  | V | P | V | V | V  | V  | V  | P  | N  | N  | P  | P  | N  | N  | P  | P  | P  | P  | P  | P  | N  | P  | P  | P  | V  | P  | P  | P  | V  | P  | V  |
| Posizione | 10 | 10 | 10 | 10 | 10 | 7 | 8 | 6 | 5 | 4  | 4  | 3  | 3  | 3  | 3  | 4  | 5  | 5  | 5  | 6  | 6  | 6  | 6  | 6  | 8  | 8  | 10 | 10 | 10 | 10 | 10 | 10 | 10 | 10 | 10 | 10 |

Legenda:

Luogo: C = Casa; T = Trasferta. Risultato: V = Vittoria; N = Pareggio; P = Sconfitta.

### Statistiche dei giocatori
| A. Ajeti        | 13 | 0 | 2  | 0 |
| M. Akın         | 16 | 2 | 3  | 0 |
| N. Baumann      | 4  | 0 | 0  | 0 |
| M. Bottani      | 25 | 3 | 4  | 1 |
| M. Breitenmoser | 8  | 0 | 0  | 0 |
| A. Bühler       | 33 | 1 | 5  | 0 |
| S. Deana        | 33 | 0 | 1  | 1 |
| S. Fazli        | 29 | 4 | 3  | 1 |
| J. Freid        | 0  | 0 | 0  | 0 |
| H. Gjoshi       | 1  | 0 | 0  | 0 |
| R. Gomis        | 8  | 0 | 4  | 0 |
| M. Gonçalves    | 1  | 0 | 0  | 0 |
| P. Huber        | 8  | 0 | 0  | 0 |
| A. Karašausks   | 13 | 3 | 0  | 0 |
| C. Keller       | 6  | 0 | 1  | 0 |
| E. Korkmaz      | 12 | 1 | 3  | 1 |
| E. Latifi       | 8  | 1 | 2  | 0 |
| S. Lombardi     | 15 | 0 | 3  | 0 |
| S. Maroufi      | 18 | 0 | 2  | 0 |
| F. Mlinar       | 20 | 0 | 4  | 0 |
| I. N'Ganga      | 16 | 2 | 4  | 0 |
| N. Ozokwo       | 18 | 3 | 1  | 0 |
| P. Papp         | 16 | 3 | 7  | 0 |
| F. Rahimi       | 4  | 0 | 1  | 0 |
| D. Roesler      | 9  | 0 | 0  | 0 |
| J. Roux         | 15 | 3 | 2  | 1 |
| N. Sacirović    | 0  | 0 | 0  | 0 |
| T. Schiavano    | 5  | 0 | 0  | 0 |
| E. Scholz       | 11 | 0 | 2  | 0 |
| S. Schäppi      | 15 | 1 | 0  | 0 |
| M. Spielmann    | 11 | 1 | 0  | 0 |
| D. Stadelmann   | 14 | 0 | 1  | 0 |
| B. Stillhart    | 27 | 0 | 10 | 1 |
| G. Tahipi       | 3  | 0 | 1  | 0 |
| D. Titaro       | 1  | 0 | 0  | 0 |
| A. Veliji       | 2  | 0 | 0  | 0 |
| J. Vonlanthen   | 32 | 6 | 2  | 0 |
| E. Yılmaz       | 25 | 1 | 3  | 0 |